# 1. česká futsalová liga 1993/1994
V soubojích 2. ročníku 1. české futsalové ligy 1993/94 se utkalo 16 týmů dvoukolovým systémem podzim–jaro. Nováčky soutěže se staly týmy SK Cigi Caga Jistebník, Baník Havířov, FC Arsenal Benešov, FC Repas Praha, FC Konflikt Praha, SK Alfa Liberec, Koalko Český Krumlov a FC Torf Pardubice. Sestupujícími se staly týmy FC Konflikt Praha, SK Alfa Liberec, Koalko Český Krumlov a FC Torf Pardubice. Vítězem soutěže se stal tým IFT Computers Ostrava.

## Kluby podle krajů
- Praha (3): FC Defect Praha, FC Konflikt Praha, FC Repas Praha
- Středočeský (1): FC Arsenal Benešov
- Jihočeský (2): Koalko Český Krumlov, TK Rumpál Prachatice
- Ústecký (1): Combix Ústí nad Labem
- Liberecký (1): SK Alfa Liberec
- Královéhradecký (1): Plumbum Hradec Králové
- Pardubický (2): SKMF ETA Hlinsko, FC Torf Pardubice
- Zlínský (1): Ajax Novesta Zlín
- Moravskoslezský (4): Baník Havířov, SK Cigi Caga Jistebník, IFT Computers Ostrava, GKS MOND Třinec

## Konečná tabulka
Zdroj: 
| Poř. | Tým                    | Z  | V  | R | P  | VG  | OG  | B  |
| ---- | ---------------------- | -- | -- | - | -- | --- | --- | -- |
| 1.   | IFT Computers Ostrava  | 30 | 24 | 2 | 4  | 145 | 78  | 50 |
| 2.   | FC Defect Praha        | 30 | 24 | 1 | 5  | 170 | 85  | 49 |
| 3.   | Ajax Novesta Zlín      | 30 | 22 | 3 | 5  | 139 | 71  | 47 |
| 4.   | GKS MOND Třinec        | 30 | 21 | 4 | 5  | 155 | 77  | 46 |
| 5.   | SK Cigi Caga Jistebník | 30 | 16 | 4 | 10 | 114 | 77  | 36 |
| 6.   | SKMF ETA Hlinsko       | 30 | 16 | 4 | 10 | 124 | 92  | 36 |
| 7.   | Combix Ústí nad Labem  | 30 | 12 | 6 | 12 | 133 | 105 | 30 |
| 8.   | Plumbum Hradec Králové | 30 | 12 | 5 | 13 | 82  | 88  | 29 |
| 9.   | TK Rumpál Prachatice   | 30 | 13 | 3 | 14 | 120 | 133 | 29 |
| 10.  | Baník Havířov          | 30 | 13 | 2 | 15 | 89  | 101 | 28 |
| 11.  | FC Arsenal Benešov     | 30 | 11 | 5 | 14 | 116 | 122 | 27 |
| 12.  | FC Repas Praha         | 30 | 9  | 2 | 19 | 89  | 118 | 20 |
| 13.  | FC Konflikt Praha      | 30 | 9  | 2 | 19 | 66  | 111 | 20 |
| 14.  | SK Alfa Liberec        | 30 | 4  | 4 | 22 | 100 | 192 | 12 |
| 15.  | Koalko Český Krumlov   | 30 | 5  | 1 | 24 | 76  | 159 | 11 |
| 16.  | FC Torf Pardubice      | 30 | 4  | 2 | 24 | 52  | 171 | 10 |

Poznámky
- Z = Odehrané zápasy; V = Vítězství; R = Remízy; P = Prohry; VG = Vstřelené góly; OG = Obdržené góly; B = Body

|  | Vítěz ligy                          |
|  | Sestup do příslušné skupiny 2. ligy |

## Vítěz
| 1. celostátní liga 1993/94 IFT Computers Ostrava (1. titul) |